# سوسمار چشم‌ماری
 سوسمار چشم‌ماری(نام علمی: Ophisops elegans) نام یک گونه از تیره لاسرتا است.